# Poleski Państwowy Rezerwat Radiacyjno-Ekologiczny
Poleski Państwowy Rezerwat Radiacyjno-Ekologiczny (biał. Палескі дзяржаўны радыяцыйна-экалагічны запаведнік; ros. Полесский государственный радиационно-экологический заповедник) – rezerwat przyrody na Białorusi, w obwodzie homelskim, w rejonach narowelskim, chojnickim i brahińskim. Od południa graniczy z Ukrainą, ze Strefą Wykluczenia wokół Czarnobylskiej Elektrowni Jądrowej.

## Historia
Obszar obecnego rezerwatu przed katastrofą w Czarnobylskiej Elektrowni Jądrowej z 26 kwietnia 1986 był wykorzystywany rolniczo – w dużej części były to osuszone na potrzeby rolnictwa mokradła. Znajdowało się tam 95 wsi zamieszkanych przez około 22 000 ludzi. W wyniku katastrofy na obszar opadł radioaktywny pył, doprowadzając do jego skażenia. Przez dziewięć dni mieszkańcy tych terenów byli wystawieni na działalność skażeń radioaktywnych – dopiero 5 maja 1986 ludność oraz zwierzęta gospodarcze zostały ewakuowane, a zwierzęta domowe, takie jak psy i koty, wybite. Przegrodzono również kanały melioracyjne, aby skażona woda nie wydostawała się poza obszar zamknięty, dzięki czemu osuszone mokradła ponownie zapełniły się wodą. Strefa została zamknięta dla ludzi z wyjątkiem naukowców i pracowników rezerwatu. Jedynym dniem w ciągu roku, w którym strefa pozostawała otwarta, było święto Radonicy. Kilku mieszkańców strefy mimo zagrożenia nie zdecydowało się na wyjazd.
Po zaprzestaniu działalności ludzkiej obszar zdziczał. Konsekwencją tego zjawiska był spory wzrost bioróżnorodności poprzez napływ nowych gatunków zwierząt. Niektóre gatunki powiązane z człowiekiem, takie jak wróbel, gołąb skalny czy bocian biały zanikły.
Państwowy Rezerwat Ekologiczny Polesie utworzono dekretem nr 59-5 z 24 lutego 1988 Komitetu Centralnego Komunistycznej Partii Białorusi i Rady Ministrów Białoruskiej SRR. Obecną nazwę rezerwat otrzymał 10 kwietnia 1989. Rezerwat początkowo obejmował powierzchnię 142,8 tys. ha. 3 marca 1993 powiększono ją do 215,5 tys. ha i w późniejszych latach do 216 093 ha.

## Skażenie radioaktywne
Obszar przyjął ok. 1/3 cezu, ponad 70% strontu i 97% plutonu z całego opadu na terytorium Białorusi. Zanieczyszczenie terytorium wynosi do 37000 kBq/m2 cezu-137, 740 kBq/m2 strontu-90 i 185 kBq/m2 plutonu-238-240. Ze względu na zanieczyszczenie teren rezerwatu nie nadaje się do prowadzania działalności ludzkiej.
Departament Bezpieczeństwa i Reżimu Promieniowania Poleskiego Państwowego Rezerwatu Radiacyjno-Ekologicznego ma za zadanie monitorowanie poziomu promieniowania, zapewnienie bezpiecznych warunków pracy pracownikom rezerwatu, a także zapobieganie wydostawaniu się radionuklidów poza obszar ochronny.
W rezerwacie opracowywane są metody rekultywacji terenów skażonych radionuklidami.

## Przyroda
Lasy zajmują 110,4 tys. ha (51,1% powierzchni rezerwatu), dawne użytki rolne 82,2 tys. ha (38,0%), inne grunty bezleśne 20,1 tys. ha (9,3%) i pozostałe grunty 1,6%.

### Flora
Rezerwat znajduje się w podstrefie lasów liściasto-sosnowych. Wśród drzewostanu dominuje sosna (43,9%), następnie brzoza (30,7%), olsza czarna (12,4%) i dąb (6,3%). Pozostałe gatunki drzew stanowią 6,7%. Lasy w większości są sztucznymi nasadzeniami sosnowymi. Dominują lasy młode i w średnim wieku. Ze względu na skażenie ważnym działem prac rezerwatu jest ochrona przeciwpożarowa lasów. Drzewa są również wycinane w celach handlowych – rezerwat dostarcza ok. 14 000 m³ drewna rocznie.
Według badań z 2015 na terenie rezerwatu występuje 45 gatunków roślin naczyniowych, 2 gatunki grzybów i 1 gatunek porostów umieszczonych w Czerwonej Księdze Białorusi. Łącznie rośliny naczyniowe reprezentują 1022 gatunki i 6 mieszańców międzygatunkowych.

### Fauna
Obecnie (2019) rezerwat zamieszkuje 11 gatunków płazów, 7 gatunków gadów, 225 gatunków ptaków i 46 gatunków ssaków. Występowanie rzadkich i zagrożonych gatunków na terenie Poleskiego Państwowego Rezerwatu Radiacyjno-Ekologicznego jest dość powszechne. Należą do nich m.in. żółw błotny (jedno z największych skupisk w Europie liczące ok. 70 000 żółwi); z ptaków: bielik, zielonka, derkacz zwyczajny, rybitwa białoczelna, terekia, muchołówka białoszyja, trznadel ortolan i potrzos zwyczajny; z ssaków: popielica szara, ryś, borsuk i żubr europejski (129 sztuk w 2016). Ponadto występują niedźwiedź brunatny (po raz pierwszy zaobserwowany w 1992) i 31 osobników konia Przewalskiego.
Gatunki umieszczone w Czerwonej Księdze Białorusi reprezentuje 6 gatunków ssaków, 60 gatunków ptaków, 2 gatunki gadów i 1 gatunek płazów.

## Turystyka
W 2019 nastąpiło otwarcie Poleskiego Państwowego Rezerwatu Radiacyjno-Ekologicznego dla ruchu turystycznego. Wstęp jest płatny i możliwy jedynie z pracownikiem rezerwatu. Dostępne są dwie trasy.